# Ermington, New South Wales
Ermington este o suburbie în Sydney, Australia.